# Begraafplaats van Izel-lès-Hameau
De Begraafplaats van Izel-lès-Hameau is een gemeentelijke begraafplaats in de Franse gemeente Izel-lès-Hameau in het departement Pas-de-Calais. De begraafplaats ligt in het westen van het dorpscentrum.

## Britse oorlogsgraven
Op de begraafplaats bevinden zich zes Britse militaire graven uit de Eerste Wereldoorlog. De graven zijn geïdentificeerd en worden onderhouden door de Commonwealth War Graves Commission. In de CWGC-registers is de begraafplaats opgenomen als Izel-les-Hameau Communal Cemetery.